# Handiganala, Sidlaghatta
Handiganala là một làng thuộc tehsil Sidlaghatta, huyện Kolar, bang Karnataka, Ấn Độ.